# باربرا لودين
باربرا آن لودين (8 يوليو 1932-5 سبتمبر 1980) ممثلة ومخرجة أمريكية للسينما والمسرح. ريتشارد برودي من مجلة نيويوركر وصف لودن بأنه "النظير الأنثوي لجون كاسافيتس"، كتب وإخراج ومثلت دور البطولة في فيلم  واندا، وهو فيلم مستقل رائد فاز بجائزة النقاد الدوليين في مهرجان البندقية السينمائي 1970. خلال السبعينيات ، واصلت العمل في الإخراج خارج برودواي والإنتاج المسرحي الإقليمي ، بالإضافة إلى إخراج فيلمين قصيرين. في عام 1978 ، تم تشخيص إصابة لودين بسرطان الثدي ، وتوفيت بعد ذلك بعامين ، عن عمر يناهز 48 عامًا.